# Колеж „Дартмут“
Колеж Дартмут, също като Дартмутски колеж (на английски: Dartmouth College, английско произношение: /ˈdɑrtməθ/, DART-məth) e частен университет от Бръшляновата лига в Хановър, Ню Хампшир, САЩ. Той включва Колеж по свободни изкуства, Дартмутско училище по медицина, Училище „Тайър“ за инженерство и Училище „Тък“ по бизнес, както и 19 магистърски програми по изкуства и в различни науки. Регистриран като „Попечителство на Колеж Дартмут“, той е един от деветте Колониални колежа, основани преди Американската революция. С 4196 бакалаври и общо 5987 студенти Дартмут е най-малкият университет в Бръшляновата лига.

## Известни личности
Преподаватели
- Филип Уилрайт (1901 – 1970), философ, класически филолог и литературен теоретик
- Хоми Баба (р. 1949), професор по англицистика и американистика

Възпитаници
- Динеш Д'Соуза (р. 1961), политически анализатор
- Винсънт Кенби (1927 – 2000), критик
- Робърт Фрост (1874 – 1963), поет, носител на награда „Пулицър“

## Галерия
- Библиотека „Бейкър“
- „Дартмут Хол“, построена през 1906 г.
- „Лорд Хол“
- „Робинсън Хол“